# Râul Valea Secărei
Râul Valea Secărei este un curs de apă, afluent al râului Vărbilău. 

## Hărți
- Harta Județului Prahova
- Harta Muntii Grohotiș [nefuncțională – arhivă]